# Ulica Pasternik w Krakowie
Ulica Pasternik w Krakowie – główna krakowska trasa wylotowa w kierunku północno–zachodnim, stanowiąca fragment krajowej i międzynarodowej drogi krajowej nr 7 (E77), a także fragment III obwodnicy Krakowa, znajdująca się w Bronowicach Małych w administracyjnej dzielnicy XI Bronowice.

## Przebieg
Ulica zaczyna swój bieg na skrzyżowaniu z ulicą Ojcowską i Walerego Eljasza-Radzikowskiego, gdzie staje się fizycznym przedłużeniem tej drugiej. Na początkowym odcinku, kilkadziesiąt metrów za początkiem ulicy w kierunku północno–zachodnim, arteria mija Kościół Stygmatów św. Franciszka z Asyżu. Następnie biegnie dalej w kierunku północno–zachodnim w kierunku skrzyżowania z ulicą Starego Dębu i prof. Adama Różańskiego, by tam zakończyć bieg. Ulica Pasternik jest ostatnią ulicą znajdującą się w Krakowie, będącą częścią III obwodnicy miasta w kierunku północno–zachodnim. Ulica prof. Adama Różańskiego, będąca przedłużeniem ulicy Pasternik, znajduje się już w całości w miejscowości Rząska.

## Infrastruktura
Ulicę Pasternik tworzą dwie dwupasmowe ulice oddzielone od siebie pasem zieleni. W ciągu ulicy znajdują się dwa przystanki autobusowe komunikacji miejskiej – „Cmentarz Bronowice” oraz „Pasternik”. W otoczeniu arterii znajdują się m.in. Kościół Stygmatów św. Franciszka z Asyżu, pawilony handlowo-usługowe wypełniające w znacznej części otoczenie ulicy oraz osiedla mieszkaniowe.
W 2022 roku odbył się remont ulicy o wartości około 5,5 mln złotych, obejmujący wymianę nawierzchni ulicy i usunięcie dziur drogowych.